# ملکه کتوان
ملکه کتایون یا کِتوان شهید (گرجی: ქეთევან წამებული ketevan tsamebuli )؛ (به انگلیسی: Ketevan the Martyr) (حدود ۱۵۶۰ – ۱۳ سپتامبر ۱۶۲۴) ملکه کاختی، پادشاهی در شرق گرجستان بود. در پی حکومت مطلقه صفوی در گرجستان او پس از امتناع از دست کشیدن از ایمان مسیحی و عدم گرویدن به اسلام پس از شکنجه‌های طولانی در شیراز، کشته‌شد.
هر سال در ۲۶ سپتامبر مردم گرجستان در کلیسای ملکه کتوان (کتایون) و دیگر کلیساهای تفلیس جمع می‌شوند و به یاد او شمع روشن می‌کنند.

## زندگی
کتایون دختر شاهزاده آشوتان -موخران و همسر ولیعهد پادشاهی کاختی- دیوید اول کاختی بود. دیوید در سال ۱۶۰۲م درگذشت. در بهار سال ۱۶۰۶م بنا به درخواست ملکه کتایون، تهمورث‌خان یا تیموراز فرزند دوم و کم سن و سالش به پادشاهی رسید. تهمورث‌خان در این هنگام شانزده سال بیش نداشت و در واقع مادرش ملکه کتایون با اجازه شاه عباس صفوی در پادشاهی کاختی به عنوان نایب‌السلطنه حکمرانی می‌کرد.
در سال ۱۶۱۴ شاه عباس در صدد سرکوب طغیان و ناآرامی‌های گرجستان و تحکیم حکمرانی خود در آنجا برآمد. او که به مرزهای گرجستان نزدیک شده بود و در گنجه حضور داشت مذاکراتی را با تهمورث‌خان شروع کرد. شاه عباس از تهمورث‌خان خواست تا برای نشان دادن حسن نیت خود فرزندش را به دربار او اعزام کند و اگر پسر کوچک خود و مادرش ملکه کتایون را به نزد شاه بفرستد وی از اضافه کردن خراج و حملات دیگر به گرجستان صرف نظر خواهدکرد. درباریان گرجی به تهمورث‌خان توصیه کردند که به این خواسته‌ها گردن نهد.
پس از حضور ملکه کتایون و نوه‌اش الکساندر، شاه عباس باز از تهمورث‌خان درخواست کرد پسر ارشدش لِوانی را نیز بفرستد؛ که این‌بار نیز پادشاه گرجی به اجبار تنها فرزندش را هم به نزد شاه صفوی فرستاد.
ملکه کتایون برای جلوگیری از حمله شاه عباس خود را تسلیم کرد ولی شاه ایران منطقه گرجستان را مورد تاخت و تاز قرار داد. لشکر ایران دست به کشتار وسیعی زد و به گفته مورخان هزاران نفر از سربازان و مردم گرجستان کشته و هزاران نفر دیگر به مرکز ایران کوچانده شدند. شاه عباس دستور داد اسیران را به اصفهان بفرستند؛ و دستور حمله و کشتار «یاغیان» گرجی را صادر کرد. لشکر شاه صفوی از سمت شرق به گرجستان حمله کرد. تهمورث‌خان با لشکر کوچکش به سختی از حلقه محاصره گذشته و به کارتلی نزد شاه سولومون رفت. از آنجا هر دو پس از مقاومت‌های کوتاه به غرب گرجستان پناه بردند. دو منطقه بی دفاع شرق گرجستان در دست لشکر صفوی روزهای سختی در پیش رو داشت. بسیاری از شهرها و روستاها ویران و سوزانده شدند. اهالی روستاها نیز به‌عنوان اسیر به ایران فرستاده‌شدند.
قتل‌عام مردم کاختی هنوز از منظر مردم و تاریخ‌دانان گرجستان تراژدی دردناکیست که حتی در مدارس گرجستان به آن اشاره می‌شود؛ ولی غمناک‌تر از آن سرنوشتی بود که بر سر ملکه کتایون در ایران آمد.
در اصفهان ملکه کتایون را از نوه‌هایش جدا کرده و به شیراز فرستادند. ملکه کتایون ۱۰سال در شیراز به سر برد. در این زمان حاکم شیراز امام قلی خان، فرزند الله‌وردی خان از خاندان گرجی اوندیلادزه بود. پسرها به دستور شاه، مقطوع النسل شدند و هر دو در مدت کوتاهی فوت کردند، گفته شده لوانی قبل از مرگ دچار اختلالات روانی نیز شده بود.
امام قلی خان تا مدتها این خبر ناگوار را از ملکه کتایون پنهان می‌کرد ولی در آخر خبر به ملکه نیز رسید و وی را سخت ناراحت‌کرد.

شاه عباس پس از برگشت از کشورگشایی‌های خود سراغ ملکه کتایون را می‌گیرد. به وی اطلاع می‌دهند که به رغم آنکه اسیران می‌بایست بی‌درنگ دین اسلام را قبول می‌کردند، ملکه همچنان به مناسک مذهبی مسیحی خود ادامه می‌دهد. شاه عباس دستور می‌دهد یا باید مسلمان شود یا مرگی تلخ را پذیرا باشد. در این میان شاه تهمورث‌خان در تلاش بود تا با کمک و پا در میانی پادشاه روسیه ملکه را آزاد کند. شاه عباس با این عمل خود می‌خواست روحیه گرجی‌ها را تضعیف کند. دستور اکید شاه به کتایون ابلاغ شد. ملکه از دستور شاه سرپیچی کرد و در جواب گفت برای مرگ آماده است. شاه حتی سعی کرد ملکه را تطمیع کند و به وی وعده‌هایی داد که در صورت مسلمان شدن عملی می‌شد. شاه عباس برای انتقام‌گیری از طهمورث که تسلیم نشده بود از کتوان خواست مسلمان شود و به عقد او درآید اما ملکه بازهم جواب رد داد. 

صحنه شهادت ملکه کتوان. یک نقاشی با آبرنگ روی گچ در کلیسای کانونتو دا گراچا، لیسبون.

## درگذشت
سرانجام در روز سیزده سپتامبر ۱۶۲۴ به دستور شاه عباس، ملکه کتایون را در ملأ عام با آهن‌های گداخته آنقدر شکنجه دادند تا کشته‌شد.
روز بعد در تاریکی شب میسیونرهای کاتولیک پرتغالی که ناظر این شکنجه بودند بقایای جسد تکه شده و سوخته شده ملکه کتایون را جمع‌آوری کردند. آن‌ها به مدت سه سال از این بقایا نگهداری کردند. سپس قسمتی از آن را به هند و بخشی را به بلغارستان برده و در آنجا دفن کردند و قسمتی را نیز به گرجستان بردند و در کلیسای آلاوردی در کاختی به خاک سپردند.
در سال ۲۰۱۵ نسخه‌ای کپی شده از تابلویی که لحظه شکنجه شدن ملکه کتوان را به تصویر می‌کشد در قصر موخرانی در شرق گرجستان رو نمایی شد. نسخه اصلی این تابلو که روی کاشی حک شده در کلیسایی در لیسبون پرتغال قرار دارد.

## بزرگداشت
کلیسای ارتدکس گرجستان ملکه کتایون یا کتوان شهید را قدیس اعلام کرد و به او لقب «کتوان شکنجه شده» داد و روز سیزده سپتامبر مطابق با ۲۶ سپتامبر در تقویم جدید میلادی را برای یادبود وی نام گذاری کرد. امروزه مردم گرجستان همه ساله در ۲۶ سپتامبر در کلیساهای تفلیس و به ویژه در کلیسای ملکه کتوان جمع می‌شوند و به یاد او شمع روشن می‌کنند.
در مورد شکنجه ملکه کتایون مطالب بسیاری نوشته شده است برای مثال پسر او تهمورث‌خان یا تیموراز، در شعر خود بنام «کتاب و مصائب ملکه کتایون» (به گرجی: წიგნი და წამება ქეთევან დედოფლისა, ts'igni da ts'ameba ketevan dedoplisa; ۱۶۲۵) به این موضوع پرداخته است. همچنین نویسنده آلمانی آندریاس گریفیوس درامی دارد بنام «کتایون گرجی» (به آلمانی: Katharine von Georgien) که در ۱۶۵۷ نوشته شده است.

## آثار و یافته‌های باستان‌شناسی

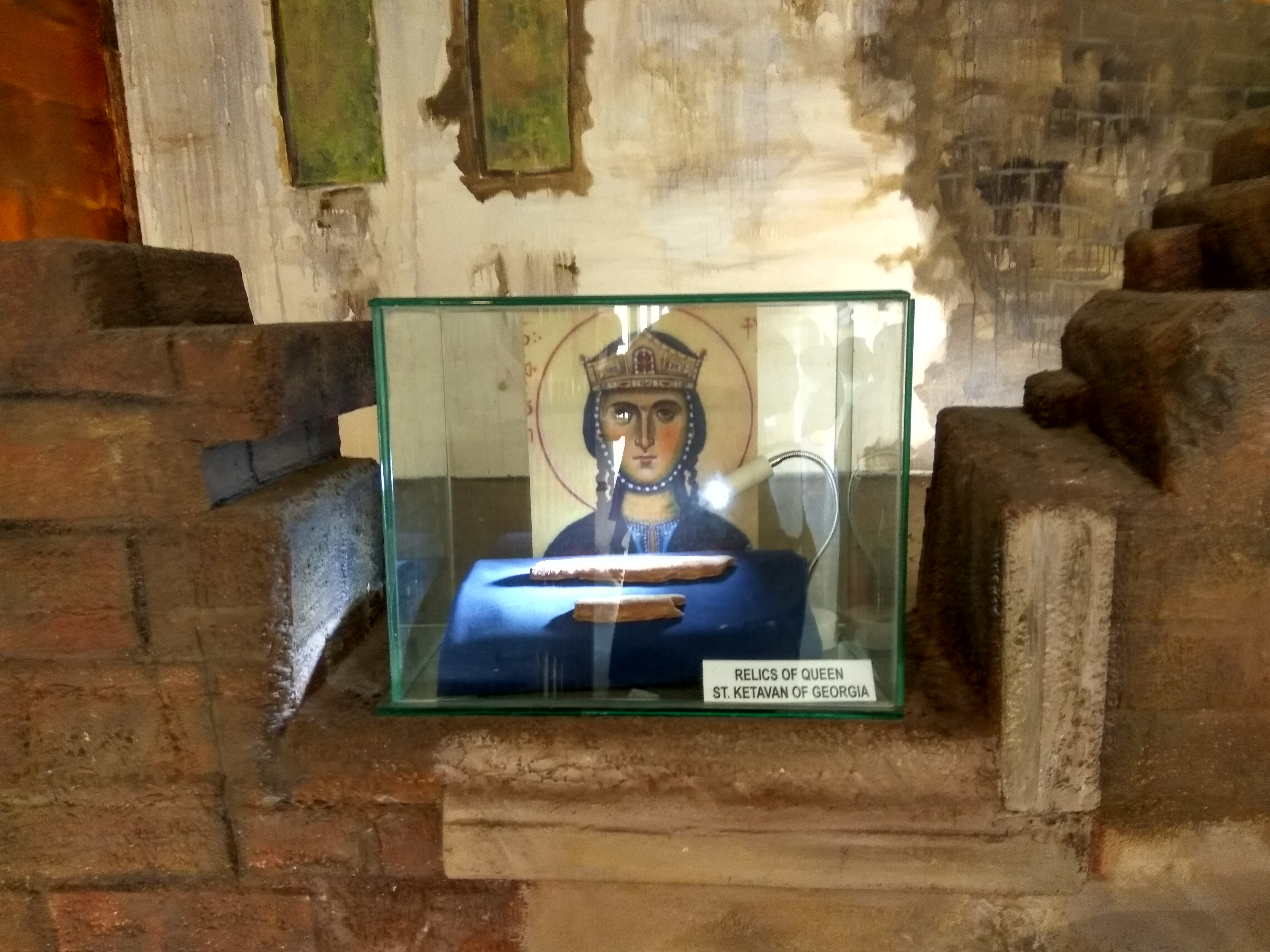
یادگاری از ملکه کتوان در گوا

گفته می‌شد قسمتهایی از بقایای جسد ملکه کتایون در کلیسای سنت آگوستین در گوای هند مدفون شده است. در قرن ۲۱ پس از اعزام چندین تیم تحقیقاتی به گوا در جستجوی برای بقایای ملکه کتایون سرانجام پس از ۱۵ سال تحقیق و بررسی در اواخر سال ۲۰۱۳ شواهدی برای این ادعا یافتند. آزمایش‌های دی ان ای نشان داد که این بقایا متعلق به یک زن گرجی یا همان ملکه کتوان بوده‌است.